# Mintakertészkedés
A mintakertészkedés a kertek tervezésének egy metódusa, amelyre a tervezési minta és a mintanyelv koncepciók hatottak. Christopher Alexander munkásságából származik. Ez olyan kert készítési archetipikus mintákra reflektál, amiknek az alapjai az arányok, és hogy az érzékek hogyan reagálnak rá. A minták koherenciát nyújtanak a kerttervezésnek,  és kommunikálják a kreativitást és az esztétikát.
Az ember ösztönösen keres specifikus elemek után egy kertben. Ezekkel az elemekkel dolgozva nyújt alapot minden jó kerttervezés. Minden ilyen elem vagy minta archetipikus, ebből kifolyólag egyszerűen adaptálható bármilyen kerthelyzethez. A tizennégy mintaelem a következőek:
- Méretarány, ami a kert környezetéhez viszonyul;
- Télikertek, amik elválasztják és összekapcsolják a kertet;
- Útvonalak, amik definiálják mit látunk a kertben;
- Hidak, amik segítenek megkülönböztetni a kert területeit, és meggyőző fókuszpontotak adnak;
- Kapuk, amik az átjárók a kerthez;
- Fedezékek, amik lerögzítik a kertet térben;
- Határok, amik elválasztják és távolságot adnak a különálló kerti részek között;
- Teraszok, amelyek hozzákötik a kertet a házhoz;
- Fészerek, amelyek textúrát adnak;
- Fókuszpontok, amelyek úti célokat hoznak létre a kertben;
- Víz, ami teljes mértékben lefoglalja az érzékeket;
- Díszítés, ami a hangulatot teremti meg;
- Konténerek, amik a művészi rugalmasságot teszik lehetővé;
- És anyagok, amik tömeget, szilárdságot és puhaságot adnak a kertnek.

## Fordítás
Ez a szócikk részben vagy egészben  a   Pattern gardening című angol Wikipédia-szócikk ezen változatának fordításán alapul.  Az eredeti cikk szerkesztőit annak laptörténete sorolja fel. Ez a jelzés csupán a megfogalmazás eredetét és a szerzői jogokat jelzi, nem szolgál a cikkben szereplő információk forrásmegjelöléseként.